# Matthäus Merian
Matthäus Merian der Ältere (Matthäus Merian, el Viejo, Basilea, 22 de septiembre de 1593-Bad Schwalbach, 19 de junio de 1650) era un grabador en talla dulce helveto-alemán.

## Biografía
Nació en Basilea en septiembre de 1593. Matthäus Merian aprendió el grabado al cobre en Zúrich y trabajó en Estrasburgo, Nancy y París. En 1615 volvió a Basilea. Un año más tarde se mudó a Fráncfort para trabajar a las órdenes del editor Johann Theodor de Bry. Se casó con su hija, María Magdalena en 1617. En 1620 la pareja se instaló en Basilea. Tres años más tarde, a la muerte de su suegro, volvieron a Fráncfort para colaborar en la empresa familiar. En 1626 obtuvo la ciudadanía de Fráncfort y se instaló como editor independiente.

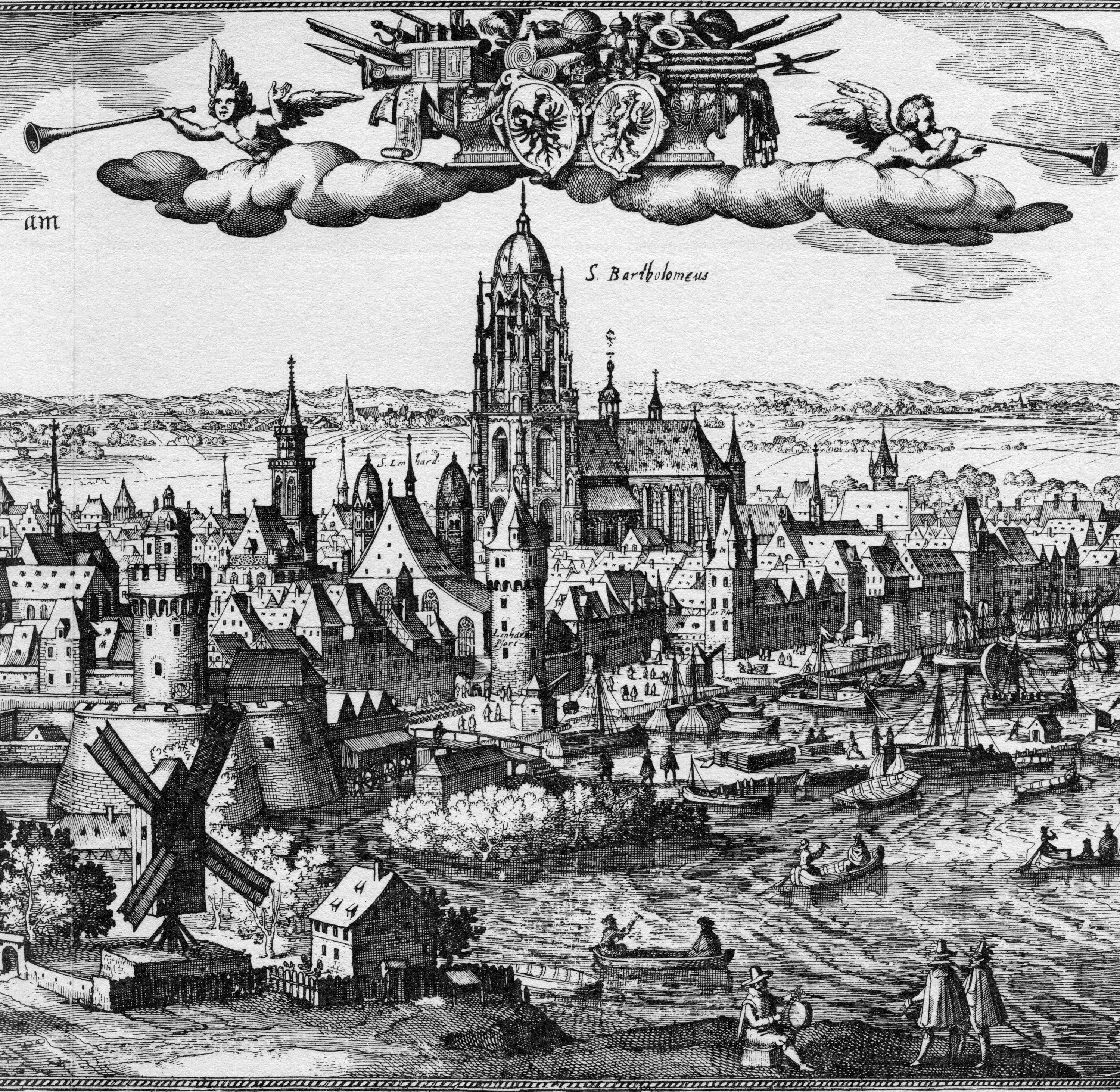
Fráncfort hacia 1612; grabado de Matthäus Merian.

En 1627 acepta como aprendiz a Wenzel Hollar, que será posteriormente famoso también como grabador. En 1646, tras la muerte de su primera esposa un año antes, se casa con Johanna Sibylla Heim. En 1647 nace su hija Anna Maria Sibylla Merian. Matthäus Merian muere en 1650 tras largos años de enfermedad en Bad Schwalbach cerca de Wiesbaden.
Matthäus Merian pasó una gran parte de su vida profesional en Fráncfort. Edita muy joven planos detallados de ciudades con su estilo propio, por ejemplo, el plan de Basilea en 1615. En colaboración con Martin Zeiler, un geógrafo alemán, y más tarde con su propio hijo, Matthäus Merian, el Joven (der Jüngere), edita una serie sobre topografía en 21 volúmenes llamada Topographia Germaniae. Comprende una gran cantidad de planos de ciudades, varios mapas de países, así como un mapamundi. Esta obra fue reeditada varias veces debido a su popularidad. Además completó las ediciones de Grands Voyages (Grandes Viajes) y de Petits Voyages (Pequeños Viajes) editados por de Bry en 1590.
La obra de Merian fue una inspiración directa para la serie de grabados titulada Suecia Antiqua et Hodierna, obra de Erik Dahlbergh. La revista alemana de viajes Merian toma su nombre de él.